# Agua Blanca (Portuguesa)
Agua Blanca es una ciudad del estado Portuguesa, Venezuela. Es capital del municipio homónimo. El pueblo se halla al noreste de Acarigua, a corta distancia del embalse de Majaguas.

## Historia
Santa Bárbara de Agua Blanca fue fundada en noviembre de 1724 por el fraile Miguel de Olivares, a orillas del río Sarare, conocido por los pueblos originarios como Río Blanco. Allí se estableció un pueblo de indios conformado por grupos guamos, atures y atapaimas, que habían sido reducidos previamente por el capitán Ignacio Sánchez y el fraile Marcelino de San Vicente.
Sin embargo, los primeros años no fueron fáciles. El asentamiento original fue arrasado por fuertes inundaciones durante los meses de junio y julio, lo que obligó a su reubicación. Pero incluso después de ser refundado, el pueblo volvió a enfrentar dificultades: los indios atures, guamos y atapaimas se rebelaron, incendiaron el caserío y huyeron hacia las cuevas naturales del cerro El Loro, en las montañas cercanas.
A pesar de estos episodios, la población logró consolidarse con el tiempo. Para el año 1758, Agua Blanca contaba con 328 habitantes, y dos décadas más tarde, en 1778, la cifra había aumentado a 527 personas, distribuidas en 52 casas familiares, tanto dentro como en los alrededores de la aldea.

## Clima
Por su posición geográfica intertropical, el clima tiene variaciones debido a ciertas condiciones ambientales como son la presencia de abundante vegetación, las brisas de las montañas de las últimas estribaciones portugueseñas, el régimen lluvioso y los vientos alisios que pasan por esta población. Las características antes señaladas identifican la vegetación como bosques caducos mesófilos con especies como la caoba, cedro, caro, camoruco, copaiba, trompillo, apamate. Su temperatura media es de 28 °C con una máxima de 39 °C y una mínima de 15.9 °C. La precipitación promedio es de 1423 mm.